# 彰化縣立大同國民中學
彰化縣立大同國民中學（英語：ChangHua County TaTung Junior High School，縮寫為TTJHS），簡稱大同、同中，為位於台灣彰化縣員林市境內的一所國民中學。

## 发展历史
该校1982年8月31日成立，首任校長為凃春木。創校之初只招收十五班的學生，當時學生人數僅有729人，教師30人，且需暫借他校的教室上課。